# Court ligament radio-lunaire
 
Le court ligament radio-lunaire est un ligament extrinsèque inconstant du carpe. C'est un épaississement de la capsule de l'articulation radio-carpienne qui s'insère entre long ligament radio-lunaire et le ligament ulno-lunaire.